# Easy Care
Das Easy Care, in der Literatur gelegentlich auch Easycare geschrieben, ist eine moderne britische Schafrasse, die ausschließlich wegen ihrer Fleischleistung gehalten wird. Es wurde in den 1960er Jahren als Rasse entwickelt. Einen Zuchtverband für diese Rasse gibt es seit 2003.

## Merkmale und Zuchtgeschichte
Die Entwicklung von Schafrassen ist häufig von den Preisen beeinflusst, die durch die Wolle der Tiere erzielt werden können. Das Easy Care wurde in den 1960er Jahren entwickelt, als die Wollpreise so niedrig waren, dass sie die Kosten der Schafschur nicht deckten.
Die Entstehung der Rasse geht auf den britischen Schafzüchter Iolo Owen aus Anglesey zurück. Owen begann mit Hybridschafen, den sogenannten Nelson Welsh Mountain, die aus Welsh Mountains und Cheviot gezüchtet waren. Sie wurden mehrfach mit dem Wiltshire Horn gekreuzt. Dieses ist eine Kurzwollrasse und die einzige britische Rasse, die ihre Wolle natürlich verliert und nicht geschoren werden muss. Wiltshire Horns sind deswegen auch sehr unempfänglich gegenüber Ektoparasiten und leiden nur selten unter Myiasis. Bei den Wiltshire Horns tragen allerdings in der Regel beide Geschlechter Hörner, die insbesondere bei den männlichen Tieren beeindruckend groß sein können. Owen wählte deswegen Böcke dieser Rasse aus, die keine Hörner trugen, weil er davon ausgehen konnte, dass sich diese Eigenschaft vererben würde. Wiltshire Horns gelten außerdem als sehr robuste Rasse. Sie lammen sehr einfach und gelten als gute Mutterschafe. Die Lämmer wachsen unter normalen Weidebedingungen schnell heran und benötigen kein zusätzliches Futter, um schnell vermarktungsfähig zu sein.
Easy Cares sind eine rein auf Leistung gezogene Schafrasse. Zu ihren Merkmalen gehört die Eigenschaft, im Frühjahr ihre Wolle zu verlieren. Sie sind außerdem sehr robuste Schafe, die ausgewachsen ein Gewicht von 60 Kilogramm erreichen.  Der Zuchtverband entmutigt Zuchtschauen aus Sorge, dass sich dann ein Rassestandard entwickelt, der eine Betonung auf irrelevante Punkte des Erscheinungsbildes legt.

## Einzelbelege
1. ↑   Website des britischen Zuchtverbands (Memento vom 4. August 2015 im Internet Archive), aufgerufen am 14. Juni 2015
2. 1 2   Philip Walling: Counting Sheep, S. 234.
3. 1 2   Philip Walling: Counting Sheep, S. 235.
4. ↑   Website des britischen Zuchtverbands (Memento vom 4. August 2015 im Internet Archive), aufgerufen am 14. Juni 2015
5. ↑   Philip Walling: Counting Sheep, S. 233.